# Uzbekistan ai XXII Giochi olimpici invernali
L{'}Uzbekistan ha partecipato ai XXII Giochi olimpici invernali, che si sono svolti dal 7 al 23 febbraio a Soči in Russia, con una delegazione composta da tre atleti.

## Sci alpino

### Uomini
| Gara                     | Atleta        | Manche 1 | Manche 1  | Manche 2 | Manche 2  | Totale  | Totale    |
| Gara                     | Atleta        | Tempo    | Posizione | Tempo    | Posizione | Tempo   | Posizione |
| ------------------------ | ------------- | -------- | --------- | -------- | --------- | ------- | --------- |
| Slalom gigante maschile  | Artem Voronov | 1'37"09  | 72        | 1'38"36  | 68        | 3'15"45 | 67        |
| Slalom speciale maschile | Artem Voronov | 1'00"42  | 70        | 1'10"54  | 40        | 2'10"96 | 39        |

### Donne
| Gara                      | Atleta            | Manche 1 | Manche 1  | Manche 2 | Manche 2  | Totale  | Totale    |
| Gara                      | Atleta            | Tempo    | Posizione | Tempo    | Posizione | Tempo   | Posizione |
| ------------------------- | ----------------- | -------- | --------- | -------- | --------- | ------- | --------- |
| Slalom gigante femminile  | Kseniya Grigoreva | 1'34"56  | 67        | 1'36"98  | 65        | 3'11"54 | 64        |
| Slalom speciale femminile | Kseniya Grigoreva | 1'07"77  | 54        | DNF      | DNF       | DNF     | DNF       |

## Pattinaggio di figura
| Gara                 | Atleta   | Programma corto | Programma corto | Programma libero | Programma libero | Totale | Totale    |
| Gara                 | Atleta   | Punti           | Posizione       | Punti            | Posizione        | Punti  | Posizione |
| -------------------- | -------- | --------------- | --------------- | ---------------- | ---------------- | ------ | --------- |
| Individuale maschile | Misha Ge | 68.07           | 18 Q            | 135.19           | 17               | 203.26 | 17        |